# 今井丈夫
今井 丈夫（いまい たけお、1903年11月6日 - 1971年3月18日） は、日本の水産学者。東北大学名誉教授。カキの養殖を研究し、紫綬褒章受章。

## 人物・経歴
山形県出身。1927年東北帝国大学理学部卒業。副手、助教授を経て、1944年教授。1962年東北大学水産実験所所長。カキの養殖法を開発するなどし、1967年、紫綬褒章を受章。